# Temporada 1950-51 de los Syracuse Nationals
La Temporada 1950-51 fue la segunda de los Syracuse Nationals en la NBA. La temporada regular acabaron con 32 victorias y 34 derrotas, ocupando la cuarta posición de la División Este y clasificándose para los playoffs, en los que cayeron en las finales de división ante New York Knicks.

## Elecciones en elDraft
| Ronda | Puesto | Jugador          | Posición | Nacionalidad   | Universidad   |
| ----- | ------ | ---------------- | -------- | -------------- | ------------- |
| 1     | 11     | Don Lofgran      | Alero    | Estados Unidos | San Francisco |
| 2     | 23     | Gerald Calabrese | Escolta  | Estados Unidos | St. John's    |

## Temporada regular
| División Este           | División Este | División Este | División Este | División Este | División Este | División Este | División Este | División Este |
| Equipo                  | G             | P             | %             | PD            | Casa          | Fuera         | Neutral       | Div           |
| ----------------------- | ------------- | ------------- | ------------- | ------------- | ------------- | ------------- | ------------- | ------------- |
| x-Philadelphia Warriors | 40            | 26            | .606          | -             | 28-4          | 11-21         | 1-1           | 22-14         |
| x-Boston Celtics        | 39            | 30            | .565          | 1             | 25-5          | 10-23         | 4-2           | 21-19         |
| x-New York Knicks       | 36            | 30            | .545          | 4             | 22-5          | 10-25         | 4-0           | 21-15         |
| x-Syracuse Nationals    | 32            | 34            | .485          | 8             | 23-10         | 9–24          | -             | 19-17         |
| Baltimore Bullets       | 24            | 42            | .364          | 16            | 20-12         | 4–24          | 0-6           | 12-24         |
| Washington Capitols     | 10            | 25            | .286          | 30            | 7-12          | 3–12          | 0-1           | 6-12          |

## Playoffs

### Semifinales de División
Philadelphia Warriors – Syracuse Nationals
| Fecha       | Partido                                              | Ciudad     |
| ----------- | ---------------------------------------------------- | ---------- |
| 20 de marzo | Philadelphia Warriors 89, Syracuse Nationals 91 (OT) | Filadelfia |
| 22 de marzo | Syracuse Nationals 90, Philadelphia Warriors 78      | Siracusa   |
|             | Syracuse gana las series 2–0                         |            |

### Finales de División
New York Knicks – Syracuse Nationals
| Fecha       | Partido                                        | Ciudad     |
| ----------- | ---------------------------------------------- | ---------- |
| 28 de marzo | New York Knicks 103, Syracuse Nationals 92     | Nueva York |
| 29 de marzo | Syracuse Nationals 102, New York Knicks 80     | Siracusa   |
| 31 de marzo | New York Knicks 77, Syracuse Nationals 75 (OT) | Nueva York |
| 1 de abril  | Syracuse Nationals 90, New York Knicks 83      | Siracusa   |
| 4 de abril  | New York Knicks 83, Syracuse Nationals 81      | Nueva York |
|             | New York gana las series 3–2                   |            |

## Estadísticas
| Rk | Jugador           | Edad | P  | PT | MP | TC  | TCI  | %TC  | 3P | 3PI | %3P | TL  | TLI | %TL  | RO | RD | RT   | AS  | RB | TAP | BP | FP  | PTS  |
| 1  | Dolph Schayes     | 22   | 66 |    |    | 5.0 | 14.1 | .357 |    |     |     | 6.9 | 9.2 | .752 |    |    | 16.4 | 3.8 |    |     |    | 4.1 | 17.0 |
| 2  | George Ratkovicz  | 28   | 66 |    |    | 4.0 | 9.6  | .415 |    |     |     | 4.9 | 6.7 | .731 |    |    | 8.3  | 2.9 |    |     |    | 3.9 | 12.9 |
| 3  | Bill Gabor        | 28   | 61 |    |    | 4.2 | 12.2 | .342 |    |     |     | 2.9 | 4.0 | .740 |    |    | 2.5  | 2.0 |    |     |    | 3.5 | 11.3 |
| 4  | Noble Jorgensen   | 25   | 41 |    |    | 3.3 | 8.8  | .376 |    |     |     | 2.7 | 4.0 | .675 |    |    | 5.5  | 1.6 |    |     |    | 3.5 | 9.3  |
| 5  | Al Cervi          | 33   | 53 |    |    | 2.5 | 6.5  | .382 |    |     |     | 3.7 | 4.5 | .819 |    |    | 2.9  | 3.9 |    |     |    | 3.4 | 8.6  |
| 6  | Belus Smawley     | 32   | 16 |    |    | 2.5 | 7.4  | .339 |    |     |     | 2.8 | 3.4 | .815 |    |    | 3.0  | 2.3 |    |     |    | 2.3 | 7.8  |
| 7  | Alex Hannum       | 27   | 63 |    |    | 2.9 | 7.8  | .368 |    |     |     | 1.7 | 3.1 | .543 |    |    | 4.8  | 1.9 |    |     |    | 4.3 | 7.5  |
| 8  | Paul Seymour      | 23   | 51 |    |    | 2.5 | 7.5  | .325 |    |     |     | 2.3 | 3.1 | .736 |    |    | 3.8  | 3.7 |    |     |    | 2.7 | 7.2  |
| 9  | Johnny Macknowski | 28   | 58 |    |    | 2.3 | 7.5  | .301 |    |     |     | 2.1 | 2.9 | .718 |    |    | 1.9  | 1.2 |    |     |    | 2.3 | 6.6  |
| 10 | Ed Peterson       | 26   | 17 |    |    | 1.8 | 4.8  | .370 |    |     |     | 1.2 | 1.9 | .606 |    |    | 2.2  | 0.5 |    |     |    | 2.6 | 4.7  |
| 11 | Gerry Calabrese   | 25   | 46 |    |    | 1.5 | 4.3  | .355 |    |     |     | 1.3 | 1.9 | .693 |    |    | 1.4  | 1.4 |    |     |    | 1.7 | 4.4  |
| 12 | Leroy Chollet     | 25   | 14 |    |    | 0.4 | 3.6  | .118 |    |     |     | 0.9 | 1.4 | .632 |    |    | 1.1  | 0.9 |    |     |    | 2.1 | 1.7  |
| 13 | Don Lofgran       | 22   | 47 |    |    | 1.1 | 3.7  | .297 |    |     |     | 1.2 | 2.0 | .624 |    |    |      | 0.6 |    |     |    | 2.2 | 3.4  |
| 14 | Fred Scolari      | 28   | 31 |    |    | 4.2 | 13.2 | .315 |    |     |     | 3.5 | 4.3 | .833 |    |    |      | 4.1 |    |     |    | 3.0 | 11.9 |

## Galardones y récords
| Jugador       | Galardón                     |
| Dolph Schayes | 2.º Mejor quinteto de la NBA |